# Карфур-Плейель (станция метро)
Карфур-Плейель (фр. Carrefour Pleyel) — станция линии 13 Парижского метрополитена, расположенная возле юго-западной границы города Сен-Дени. Названа по одноимённой площади, получившей своё имя в честь французского композитора австрийского происхождения Игнаца Плейеля и его фортепианной фабрики, базировавшейся в Сен-Дени поблизости от этой площади.

## История
- Станция открылась 30 июня 1952 года в конце пускового участка линии 13 «Порт-де-Сент-Уэн» — «Карфур-Плейель», выведшего северо-восточную ветвь линии 13 за пределы Парижа и ставшего первым пригородным участком данной линии. До 20 июня 1976 года станция была конечной на северо-восточной ветви линии.
- Пассажиропоток по станции по входу в 2011 году, по данным RATP, составил 2 754 091 человек[2]. В 2013 году этот показатель вырос до 2 829 368 пассажиров (192 место по уровню входного пассажиропотока в Парижском метро)[3].

## Конструкция и оформление
Станция построена по типовому парижскому проекту (односводчатая станция мелкого заложения), модифицированному для строительства конечной станции. Имеются три пути, из которых в регулярном движении используются только боковые, и две платформы. Путевая стена возле боковой платформы украшена графическим панно на тему композиторов-представителей венской классической школы: среди представленных на панно портретов есть как профиль самого Плейеля, так и не менее знаменитого австрийца В. А. Моцарта.

## Перспективы
В 2020-х годах в пешей доступности от станции «Карфур-Плейель», возле станции RER D Стад де Франс — Сен-Дени, планируется сооружение пересадочного узла линий 14, 15, 16 и 17 «Сен-Дени — Плейель».. Один из выходов со станции будет располагаться на пересечении рю Плейель и Франсиск Пулбот, однако проектный статус вероятной наземной пересадки на июнь 2017 года неизвестен..

## Путевое развитие
От юго-западной горловины станции начинается служебная соединительная ветвь в ателье де Плейель, обслуживающее линию 13 Парижского метрополитена.

## Галерея

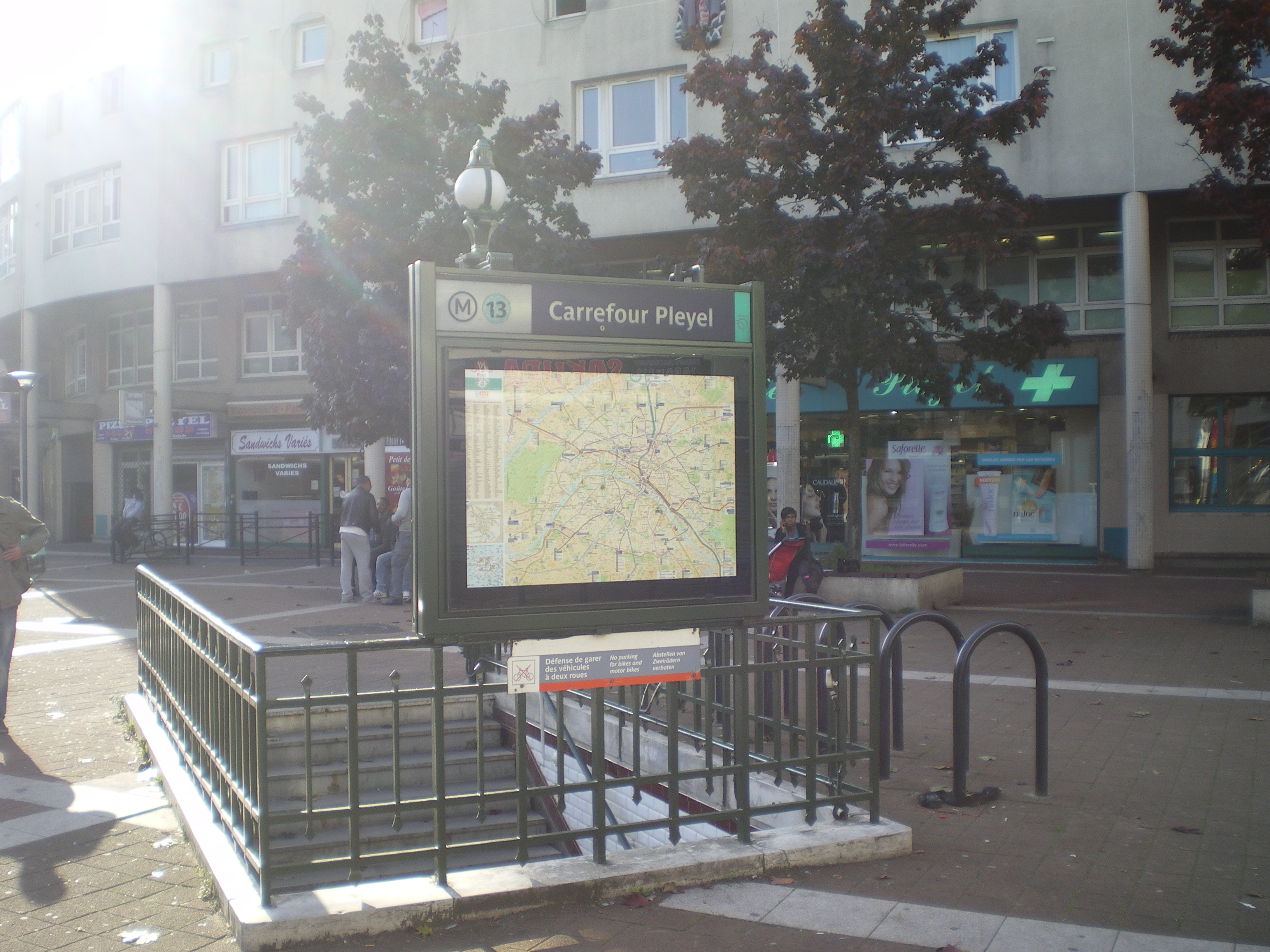
Лестничный сход
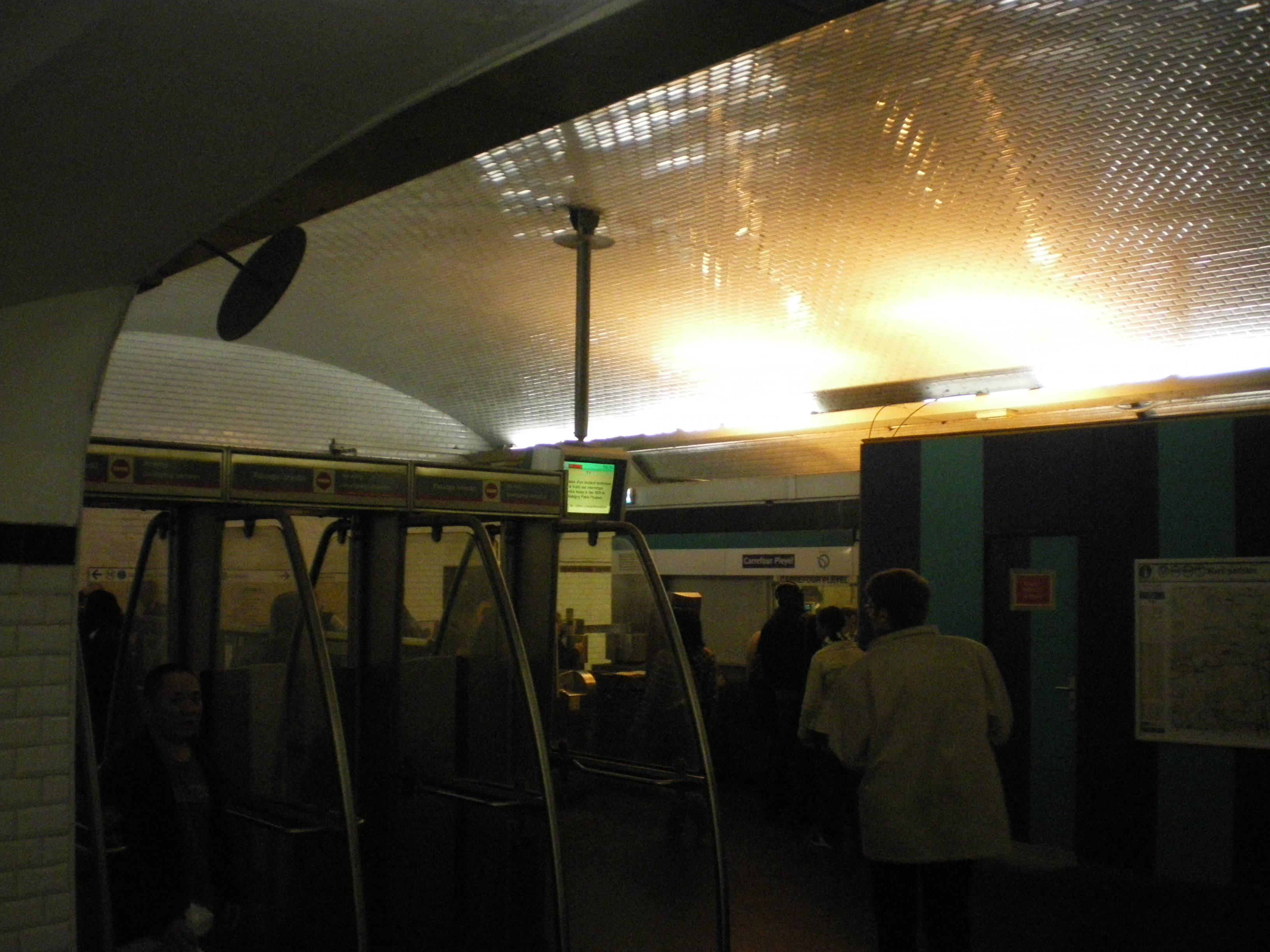
Кассовый зал
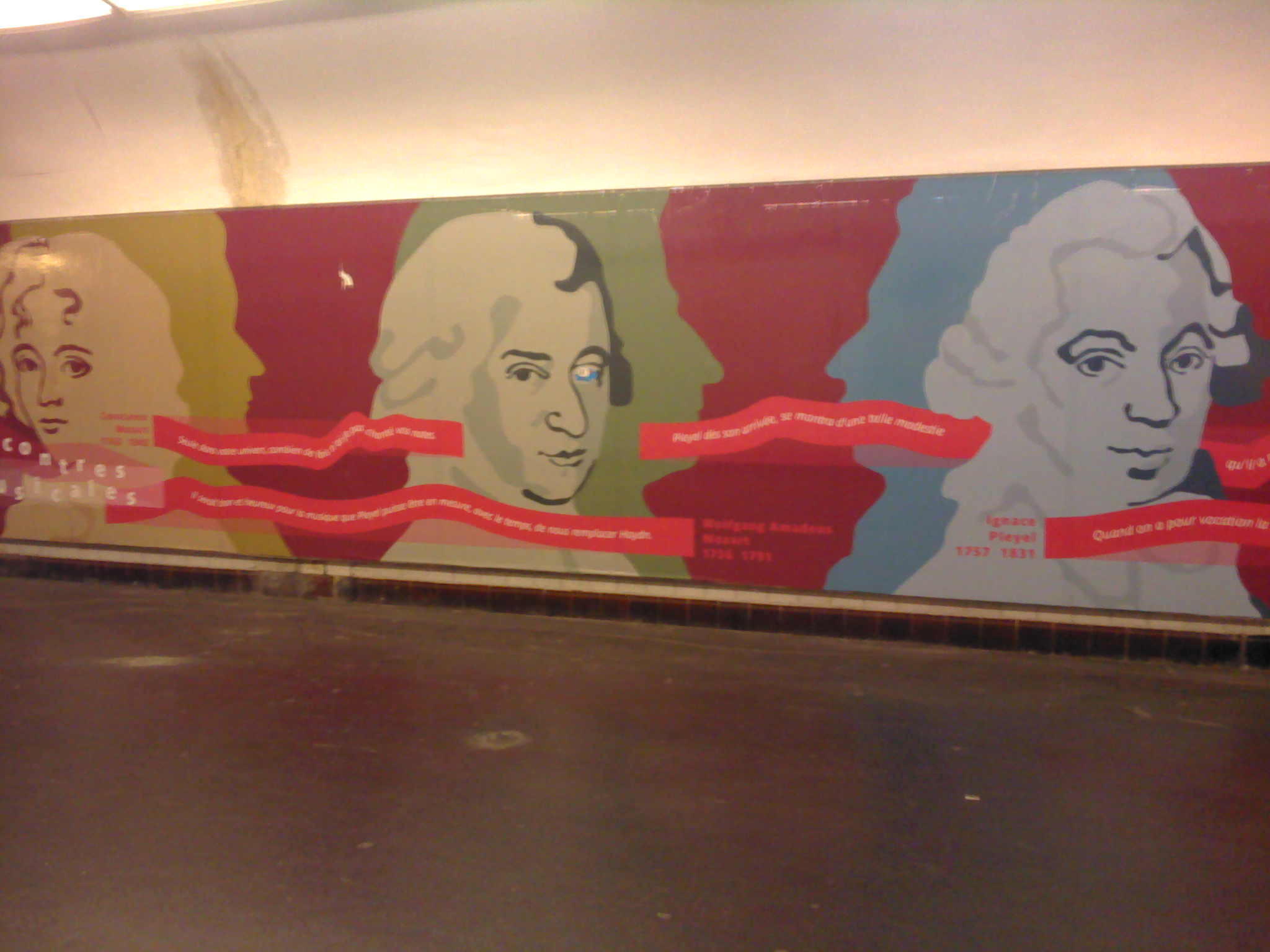
Панно-инсталляция на тему композиторов эпохи классицизма